# ألكس كولورادو
ألكس كولورادو (بالإسبانية: Alex Colorado Ramírez)‏ هو لاعب كرة قدم إسباني في مركز نصف الجناح، ولد في 9 يونيو 1984 في شريش في إسبانيا. لعب مع ريال مدريد ج ونادي ألباسيتي ونادي أوريويلا ونادي خيريث ونادي ريوس ديبورتيو ونادي سبتة ونادي غرناطة ونادي لاردة.

## وصلات خارجية
- ألكس كولورادو على موقع قاعدة بيانات كرة القدم.إي يو (الإنجليزية)
- ألكس كولورادو على موقع Soccerway.com (الإنجليزية)
- ألكس كولورادو على موقع AS.com (الإسبانية)